# Live Is life
«Live Is Life» es una canción de la banda austriaca Opus lanzada en 1984.

## Antecedentes y composición
"Live is Life" fue el segundo sencillo de la banda, lanzado en 1985. El sencillo tuvo bastante éxito y alcanzó las primeras posiciones de las listas de popularidad de varios países. La canción fue regrabada en 2008 y relanzada como un sencillo.
La canción fue grabada durante un concierto en Oberwart (Austria) el 2 de septiembre de 1984, mientras la banda celebraba su undécimo aniversario. La banda grabó una versión en vivo, en la cual la audiencia canta los versos. En la letra de la canción, la banda expresa "el cariño entusiástico de la banda por el escenario."

## Listado de canciones
| Sencillo de 7 pulgadas (1984) |                   |          |  |
| N.º                           | Título            | Duración |  |
| 1.                            | «Live is Life»    | 4:15     |  |
| 2.                            | «Again and Again» | 3:51     |  |

| Sencillo de 7 pulgadas (1985) |                |          |  |
| N.º                           | Título         | Duración |  |
| 1.                            | «Live is Life» | 4:15     |  |
| 2.                            | «Up and Down»  | 3:49     |  |

| Disco compacto (2008) |                                    |          |  |
| N.º                   | Título                             | Duración |  |
| 1.                    | «Live is Life 08» (versión reggae) | 4:17     |  |
| 2.                    | «Live is Life 08» (versión rock)   | 3:38     |  |

| Disco compacto, maxisencillo (2008) |                                      |          |  |
| N.º                                 | Título                               | Duración |  |
| 1.                                  | «Live is Life 08» (versión reggae)   | 4:17     |  |
| 2.                                  | «Live is Life 08» (versión rock)     | 3:38     |  |
| 3.                                  | «Live Is Life 08» (versión reguetón) | 3:56     |  |
| 4.                                  | «Touch the Sky»                      | 3:47     |  |

## Listas de popularidad
| Lista (1985)                 | Posición más alta |
| ---------------------------- | ----------------- |
| Billboard Hot 100            | 32                |
| Irish Singles Chart          | 4                 |
| Listas musicales de Alemania | 1                 |
| Listas musicales de Francia  | 1                 |
| AFYVE, España                | 1                 |
| Sverigetopplistan (Suecia)   | 1                 |
| Swiss Record Charts          | 2                 |
| UK Singles Chart             | 6                 |
| VG-lista (Noruega)           | 2                 |
| Ö3 Austria Top 40            | 1                 |

| Lista (2008)                      | Posición más alta |
| --------------------------------- | ----------------- |
| Nederlandse Top 40 (Países Bajos) | 60                |
| Ö3 Austria Top 40                 | 16                |

## En la cultura popular
El 19 de abril de 1989, durante el calentamiento previo al partido de vuelta entre FC Bayern Munich y SSC Napoli por las semifinales de la Copa de la UEFA 1988-89, Diego Maradona realizó un calentamiento al ritmo de la canción, que sonaba en los altavoces del estadio, convirtiéndose en uno de los momentos más populares del fútbol.
Hubo cierta confusión entre quienes discuten que tuvo lugar en Múnich. Entre otros, Jürgen Klinsmann afirmó que sucedió durante la final en Stuttgart:

Había 70 000 personas en el estadio y Maradona salió al campo. Estabamos en el otro lado del campo, calentando como alemanes: en serio, concentrados. Había música, la canción «Live is Life», y al ritmo de la canción, Diego empezó a hacer malabares con el balón. Así que detuvimos nuestro calentamiento. ¿Qué está haciendo este tipo? Está haciendo malabarismos con sus hombros. Y no pudimos calentar más porque teníamos que mirarlo.

Cuando se cumplieron 25 años del hecho que se destacó a nivel internacional, los periódicos comentaron sobre sus habilidades y sobre el efecto transformador que tuvo en Nápoles y el sur de Italia.

## Versión de Hermes House Band
La banda holandesa Hermes House Band, con DJ Ötzi como invitado, lanzó una versión de la canción en 2002 (a nivel mundial) y en 2003 (países francófonos). El sencillo ocupó la segunda posición en las listas de popularidad de Francia durante cinco semanas. La canción fue usada en la banda sonora de la película Das Jahr der ersten Küsse. El sencillo vendió 518.000 copias en Francia.

### Listado de canciones
| Disco compacto |                                                    |          |  |
| N.º            | Título                                             | Duración |  |
| 1.             | «Live Is Life (Here We Go)» (Here We Go/video mix) | 3:30     |  |
| 2.             | «Live Is Life (Here We Go)» (jump mix)             | 3:33     |  |

| Disco compacto, maxisencillo |                                                    |          |  |
| N.º                          | Título                                             | Duración |  |
| 1.                           | «Live Is Life (Here We Go)» (Here We Go/video mix) | 3:30     |  |
| 2.                           | «Live Is Life (Here We Go)» (jump mix)             | 3:33     |  |
| 3.                           | «Football's Coming Home» (versión radial)          | 3:48     |  |
| 4.                           | «Everytime You Touch Me» (fireplace mix)           | 3:21     |  |
| 5.                           | «Hey Mama»                                         | 3:10     |  |
| 6.                           | «Live Is Life» (Enhanced Multimediatrack)          | 3:30     |  |

### Listas de popularidad
| Lista (2002)                      | Posición más alta |
| --------------------------------- | ----------------- |
| Australian Singles Chart          | 28                |
| Irish Singles Chart               | 30                |
| Listas musicales de Alemania      | 15                |
| Listas musicales de Dinamarca     | 11                |
| Nederlandse Top 40 (Países Bajos) | 61                |
| Sverigetopplistan (Suecia)        | 46                |
| UK Singles Chart                  | 50                |
| Ö3 Austria Top 40                 | 16                |

| Lista (2003)                | Posición más alta |
| --------------------------- | ----------------- |
| Listas musicales de Francia | 2                 |
| Swiss Record Charts         | 26                |
| Ultratop 40 (Valonia)       | 5                 |
| Ultratop 50 (Flandes)       | 30                |

## Otras versiones
Varios artistas han realizado versiones de la canción, incluyendo Stargo, Starkoo, Sofia Carson, Laibach, Tormentor, Kuldne Trio, W&R y Los Auténticos Decadentes.